# Motoréacteur

Schéma des composants principaux de l'avion à motoréacteur MiG I-250. Sur certains concepts, l'hélice est absente.

Un motoréacteur (en anglais : « motorjet ») est un type de moteur à réaction rudimentaire, parfois désigné en anglais « thermojet », un terme désormais plutôt attribué à un concept totalement différent et assez particulier de pulsoréacteur (en anglais : « pulsejet »).

## Caractéristiques
Un motoréacteur est constitué d'un moteur à pistons classique (d'où le terme « moto »), mais à la différence d'un groupe propulseur classique, il entraîne également un compresseur. Sur certains appareils, il n'y avait même plus d'hélice, et le moteur ne servait qu'à entraîner le compresseur. L'air comprimé est ensuite véhiculé vers une chambre de combustion, dans laquelle il est mélangé à du carburant puis enflammé. Les hautes pressions engendrées par la combustion accélèrent puis expulsent les gaz brûlés vers l'arrière, via une tuyère, et créent une réaction thermique se traduisant par la production d'une poussée.
Les motoréacteurs produisent évidemment plus de poussée que les moteurs à pistons seuls, et dans certains cas, la seule poussée produite venait de la tuyère du moteur (lorsqu'il n'y avait pas d'hélice principale). Ce système se situe en fait à mi-chemin entre le moteur à pistons et hélice classique et le turboréacteur, efficace à grandes vitesses, domaine dans lequel l'hélice commence à perdre en efficacité. Ce système apportait donc une meilleure performance dans un large domaine aux chasseurs ainsi équipés, comparés à ceux ne disposant que d'hélices ou de turboréacteurs. Des résultats similaires étaient atteints par des aéronefs à double motorisation, lorsque les turboréacteurs ont commencé à se fiabiliser et qu'on a pu trouver des avions équipés d'un moteur à hélice et d'un turboréacteur.

## Histoire

### Différents acteurs
En 1908, l'inventeur français René Lorin proposa d'utiliser un moteur à pistons pour comprimer de l'air, qui serait ensuite mélangé à du carburant puis enflammé, afin de produire des impulsions de gaz chauds qui s'expanseraient à travers une tuyère et produiraient ainsi une force propulsive. C'est sur ce même principe que Henri Coandă construit un appareil qu'il présente au salon de l'aviation de 1910.
En 1917, O. Morize de Châteaudun, en France, proposa un schéma d'« éjecteur Morize », dans lequel un moteur à pistons entraînait un compresseur, amenant l'air à une chambre de combustion dans laquelle était introduit un carburant liquide, le résultat de la combustion étant ensuite relâché dans l'atmosphère par l'intermédiaire d'une tuyère de type convergente-divergente.
Le terme de « motorjet » (motoréacteur) fut énoncé pour la première fois dans un brevet déposé au Royaume-Uni par J.H. Harris, d'Esher en Angleterre, en 1917. Le concept fut ensuite exploré par l'ingénieur italien Secondo Campini (en), au début des années 1930, bien que ce ne fut pas avant 1940 qu'un avion, le Campini-Caproni C.C.2, ne vola avec son moteur. Campini fit l'erreur de parler de « thermojet » pour décrire son moteur, qui n'était autre qu'un « motorjet ».
L'ingénieur du NACA (ancêtre de la NASA actuelle) Eastman Jacobs (en) travaillait activement à des recherches sur le motoréacteur au début des années 1940, pour un projet qui fut plus tard connu sous le nom de « Jake's jeep ». Ce projet fut toutefois abandonné lorsque le turboréacteur classique devint fiable et performant.
Les ingénieurs japonais développèrent le Tsu-11 pour propulser l'avion-suicide Yokosuka MXY-7 Ohka, comme alternative au moteur-fusée à propergol solide qui propulsait habituellement l'appareil.
Les Soviétiques conçurent, en 1944, le MiG I-250, qui utilisait un moteur à pistons à la fois pour entraîner une hélice et un compresseur de motoréacteur, qui débouchait sur une tuyère dans la queue de l'appareil. Entre dix et cinquante I-250 (aussi désignés MiG-13) furent produits, mis en service et utilisés par la marine soviétique dans les années 1950. Un projet similaire, le Soukhoï Su-5, fut conçu mais jamais produit en série.

## Fin d'une ère
Le motoréacteur était une réponse aux problèmes que la conception de la turbine à gaz aéronautique rencontrait encore à l'époque. Or à la fin de la Seconde Guerre mondiale il fut démontré qu'on savait fabriquer une turbine capable de résister aux conditions de température et de pression dans le flux d'échappement. La turbine plus simple et moins couteuse s'imposa donc face au moteur à piston du motoréacteur, et les recherches sur le motoréacteur furent quasiment abandonnées au profit du turboréacteur.
Ainsi, les motoréacteurs n'eurent qu'une très courte existence dans l'histoire de l'aviation.